# Stripped (musikalbum av Christina Aguilera)
Stripped är ett musikalbum av den amerikanska sångerskan Christina Aguilera, utgivet den 29 oktober 2002. Första singeln blev "Dirrty", den andra "Beautiful", den tredje "Fighter", den fjärde "The voice within" och slutligen "Can't hold us down" som den femte singeln. Albumet har sålt över 13 miljoner exemplar världen över.

## Låtförteckning
1. "Stripped Intro" – 1:39
2. "Can't Hold Us Down feat. Lil kim" – 4:15
3. "Walk Away" – 5:47
4. "Fighter" – 4:05
5. "Primer Amor Interlude" – 0:53
6. "Infatuation" – 4:17
7. "Loves Embrace Interlude" – 0:46
8. "Loving Me 4 Me" – 4:36
9. "Impossible" – 4:14
10. "Underappreciated" – 4:00
11. "Beautiful" – 3:58
12. "Make Over" – 4:12
13. "Cruz" – 3:49
14. "Soar" – 4:45
15. "Get Mine, Get Yours" – 3:44
16. "Dirrty feat. Redman" – 4:58
17. "Stripped Pt. 2" – 0:45
18. "The Voice Within" – 5:04
19. "I'm OK" – 5:18
20. "Keep on Singin' My Song" – 6:29